# Aykut Sevim
Aykut Sevim (* 10. April 1991 in Silivri) ist ein türkischer Fußballspieler in Diensten von Darıca Gençlerbirliği.

## Karriere
Sevim begann mit dem Vereinsfußball in der Jugend von Silivri Alibey SK und wechselte im September 2009 in die Jugend von Istanbul Büyükşehir Belediyespor. 2010 erhielt er einen Profivertrag, spielte aber weiterhin ausschließlich für die Reservemannschaft. Um ihm Spielpraxis in einer Profiliga zu ermöglichen, wurde er für die Saison 2010/11  an den Viertligisten Tepecikspor ausgeliehen. Bei diesem Verein gab er sein Profidebüt am 5. September 2010 bei einer Ligabegegnung gegen den Drittligisten Ankara Demirspor. Bis zum Saisonende absolvierte er 25 Ligabegegnungen und traf dabei 17 Mal. Zum Saisonende kehrte er zu Istanbul BB zurück, wurde aber für die anschließende Saison wieder verliehen, diesmal an den Drittligisten Ünyespor. Hier gelang ihm nicht der Sprung in die Startelf und so verließ er den Verein zur Winterpause. Die Rückrunde der Spielzeit 2011/12 verbrachte er beim Drittligisten Kızılcahamamspor.
Im Sommer wechselte Sevim zu Darıca Gençlerbirliği.